# مسجد السلطان سيف الرجال
مسجد السلطان سيف الرجال أو مسجد مكتب رجال السلطان سيف الرجال أحد مساجد بندر سري بكاوان عاصمة بروناي .

## المواقع
يقع مسجد السلطان سيف الرجال في منطقة كامبونج ديليما ساتو، والتي تبعد حوالي ثمانية كيلومترات من مدينة بندر سري بكاوان عاصمة بروناي .

## البناء
تم بناء مسجد السلطان سيف الرجال على أرض مساحتها 0.8 فدان، وبلغت تكلفة البناء 135،000.00 دولار .

## التوسعة
نظرا لتزايد أعداد السكان والجماعة القاطنة حول المسجد، فقد تم البدء في توسيع مسجد السلطان سيف الرجال في شهر نوفمبر من عام 1998، واكتملت أعمال التوسعة في أوائل عام 1999، وأصبح المسجد قادر على استيعاب ما يصل إلى 1،000 مصلي في وقت واحد.